# Růžena Lysenková
Růžena Lysenková, provdaná Geislerová (16. prosince 1918 Diósgyőr – 6. září 2013) byla česká herečka.

## Rodina
Po sňatku se jí narodily dvě děti:
- syn Petr (1949–2009), japanolog
- dcera Zuzana (* 1952), herečka. Jejím manželem byl herec Pavel Soukup, se kterým má syna Adama.

Její tři vnučky jsou také veřejně známé osobnosti – Anna a Ester jsou úspěšné herečky, a Lenka, jež je výtvarnice a zpěvačka. 
Měla také pravnoučata – Bruno Fidelio a Stella Ginger od Anny, Jan Etien a Mia Rosa od Ester a Ferenc a Mária od Lenky.

## Filmografie
- 1997 Čas jeřabin
- 1989 Cesty ze slepých map
- 1989 Dobrodružství kriminalistiky
- 1989 Naděje má hluboké dno
- 1986 Panoptikum města pražského
- 1985 Veronika
- 1984 Jak se rozloučit s Odettkou
- 1983 Větrná setba
- 1982 Malý pitaval z velkého města
- 1981 Proč se vraždí starší dámy
- 1980 Demokrati
- 1979 Inženýrská odysea
- 1978 Pumpaři od Zlaté podkovy
- 1977 Žena za pultem
- 1975 Chalupáři
- 1973 Tichý svědek
- 1969 Odvážná slečna
- 1969 Panenství a kriminál
- 1968 Hříšní lidé města pražského – epizoda Hra
- 1967 Kolotoč
- 1967 Malá Dorritka
- 1967 Píseň pro Rudolfa III.
- 1966 Dáma na kolejích
- 1965 Polka jede do světa
- 1961 Lék
- 1960 Lidé jako ty
- 1959 Probuzení
- 1959 Vassa Železnovová
- 1958 O lidech před pultem a za ním II.
- 1958 Tři přání
- 1958 Útěk ze stínu
- 1958 Žižkovská romance
- 1957 Generál Washington a čaroděj
- 1957 Poučení
- 1957 Štěňata
- 1956 Jurášek
- 1955 Muž v povětří
- 1954 Na konci města
- 1951 Cesta ke štěstí
- 1951 Mordová rokle
- 1950 Vstanou noví bojovníci
- 1949 Pytlákova schovanka aneb Šlechetný milionář